# 曾我祐信
曾我 祐信（そが すけのぶ）は、平安時代末期から鎌倉時代初期にかけての武士、御家人。相模国曾我荘の領主。曾我兄弟の養父として知られる。

## 概要

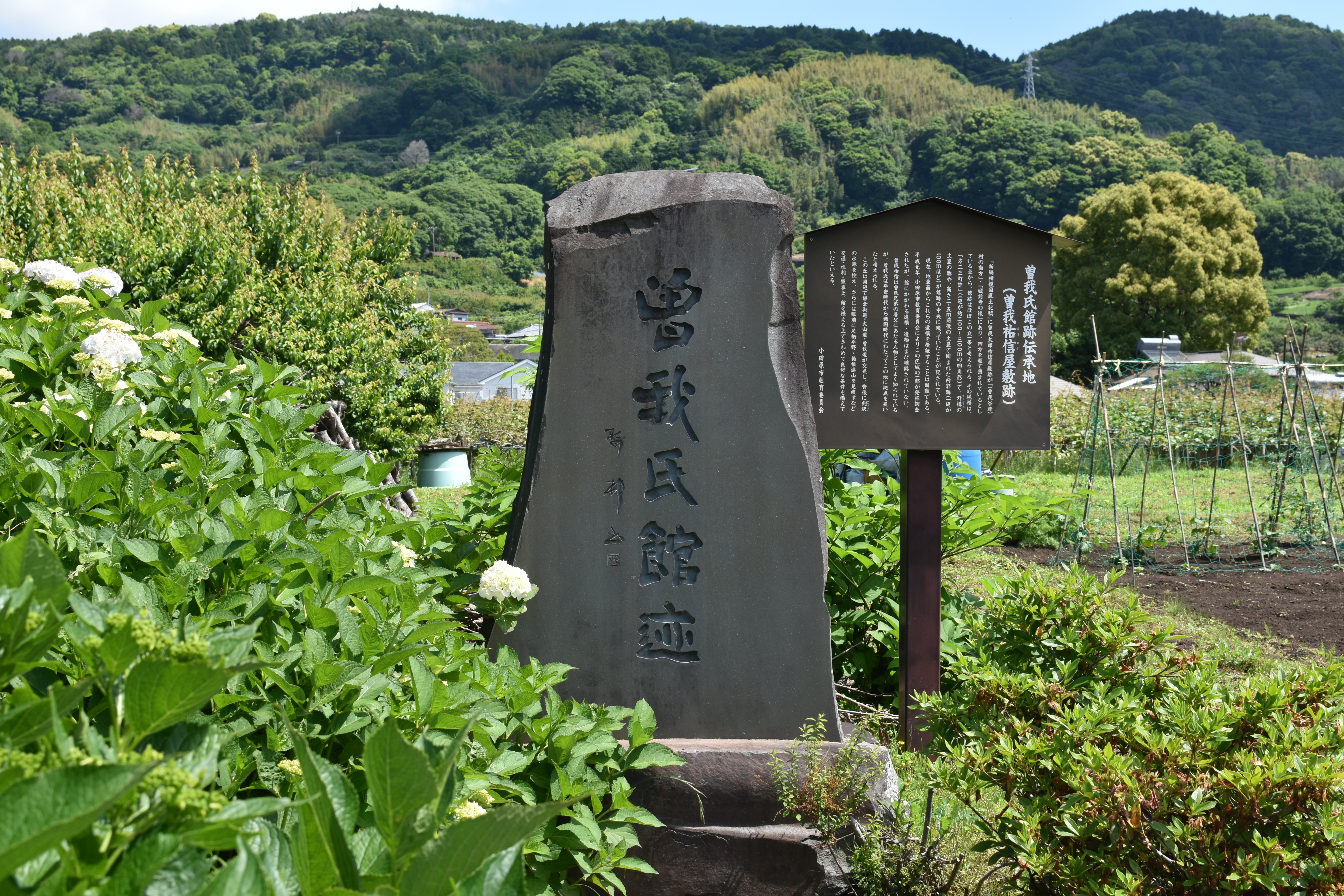
（伝）曽我祐信屋敷跡。周辺には「内堀」という地名も残る。

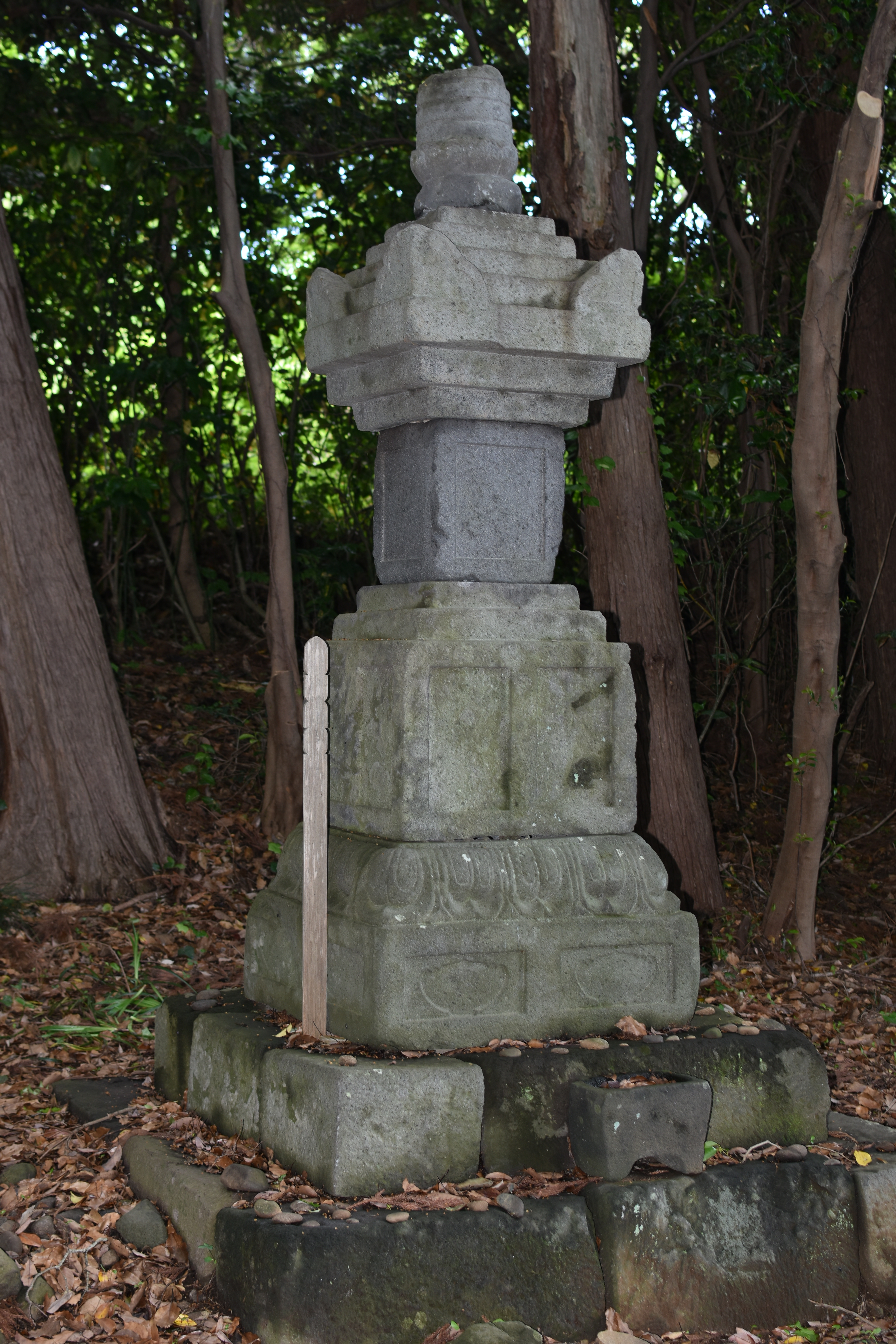
曽我祐信宝篋印塔（小田原市指定文化財）。曽我往還沿いに所在。

西相模に位置する曽我荘（現在の神奈川県小田原市）を所領とする御家人である。「祐」の字から、伊東・工藤・狩野氏一門と推測されている。嫡子に曾我祐綱が居る。
祐信は後妻として横山時重の娘（満功御前。狩野茂光の孫）を迎え入れているが、この人物は曽我兄弟の母にあたるため、曽我兄弟は祐信から見れば「継子」である。兄弟のうち兄の一万は祐信を烏帽子親とし元服しており、「佑」の一字を賜っている。真名本『曽我物語』によると「兄の一万は十三と申す十月中半のころ男になしつつ継父の片名を取り、曾我十郎助成とぞ呼びける（巻四）」とある。
真名本『曽我物語』には「実の子共にも劣らずこそ思ひしに、知行の処も広からねば、当時は分けて取らする事もなし（巻十）」とあり、実子のように思っていたが曽我荘の知行地は狭く曽我兄弟に所領を分け与えることは出来なかったと、祐信は述べている。

## 活動

### 平氏方として
『吾妻鏡』治承4年（1180年）8月23日条によると、石橋山の戦いにおいて祐信は平氏方として参戦しており、源頼朝と敵対する立場であった。しかし戦況が不利となると、同10月18日条に「曾我太郎祐信等、手を束ねて参上すと云々」とあるように源頼朝の元に投降する。また同11月17日条に「今日曽我太郎祐信厚免を蒙る」とあり、宥免されている。
一方真名本『曽我物語』では「鎌倉殿石橋山の合戦に打負けて杉山に入せ給ふ時、梶原平三景時、曾我殿と二人心を合せて助け奉りし故に（巻四）」と記され、梶原景時とともに石橋山の戦いで敗戦した源頼朝を助けたとあるが、これは虚構であるとされる。

### 御家人として
『吾妻鏡』元暦元年（1184年）2月5日条によると、源頼範に従軍し一ノ谷の戦いに参戦している。翌年の文治元年（1185年）10月24日条によると、御家人として勝長寿院の落慶供養にて布施物である馬を引く役を務めるなどし、嫡子祐綱は随兵を務めた。弓射の芸に優れており、文治5年（1189年）正月9日条には御弓始の射手として記される。
建久元年（1190年）と建久6年（1195年）の2度の源頼朝の上洛には祐信ではなく嫡子の祐綱が供奉しており、世代交代が進められていたことが窺える。『吾妻鏡』建久5年（1194年）12月15日条を最後に名が見えないため、隠遁・死去したのではないかとされる。

## 富士の巻狩と敵討ち事件
建久4年（1193年）5月に富士の巻狩りが行われ、祐信は御家人として参加した。『吾妻鏡』によると、5月16日に富士野にて頼朝の嫡男源頼家が初めて鹿を射止め、その日の晩に山神・矢口祭が執り行われた。鹿を射止めた際に側に候していた然るべき射手が3人召し出され矢口餅を賜ったが、祐信はその3人目として頼朝により選ばれている。
先の2人が儀式を終え祐信の番となり、頼朝は「三の口はどのようなものであろうか」と問いかける。祐信はこの言葉の意図が分からず、頼朝が自身に勧めるだろうと考えていた矢口餅を食べてしまった。その行為に対し頼朝は不満を持ったとある。
同28日には曾我兄弟の仇討ちが発生した。これは継子である曽我兄弟が、兄弟から見て敵にあたる工藤祐経を討った事件であり、祐信にとっても大事件であった。『吾妻鏡』建久4年（1193年）6月1日条に「曾我太郎祐信、恐怖して魂を消すといへども、同意の支證なきによって宥めらると云々」とあり、祐信は連座を恐れたが兄弟に同意した証拠はないとして許されている。同7日には頼朝より帰郷を許された上に曾我荘の年貢を免除され、また曽我兄弟の菩提を弔うよう命じられている。

## 関連作品
映画
- 曽我兄弟 富士の夜襲（1956年、東映） - 演：三代目中村時蔵